# Paesaggio idillico-sacrale
Paesaggio idillico-sacrale è un affresco rinvenuto nella casa del Peristilio a Pompei e custodito all'interno del Museo archeologico nazionale di Napoli.

## Storia
L'affresco venne realizzato in un periodo compreso tra il 25 e il 45 e decorava come quadro centrale la parete nord di uno dei cubicoli della casa del Peristilio. Venne ritrovato il 12 maggio 1762 durante le indagini archeologiche che interessarono la casa e staccato dalla sua collocazione originaria il 15 maggio successivo per essere conservato al Museo archeologico nazionale di Napoli.

## Descrizione
L'affresco, in terzo stile, è ambientato in un tempio dedicato a Cibele: al centro della scena è infatti rappresentato un'architrave, sostenuto da una cariatide con la mano destra sulla fronte e mano sinistra sul fianco, sotto la quale è posto il trono su cui siede Cibele, con capo velato, vestita con chitone e himation e poggia il gomito sinistro su una sorta di scudo decorato da serpenti e nella stessa mano reca una lunga lancia. Dinanzi a lei è raffigurato un Sileno, con barba bianca, torace scoperto, veste annodata sui fianchi e sulla testa un cesto di vimini contenente le offerte per la dea; alle sue spalle è un recinto sacro, da cui bordi pende una situla, su cui si scorge la scultura in marmo di una sfinge. Sullo sfondo è disegnato un albero, forse un pino.